# Shaun Wilkinson (Fußballspieler)
Shaun Wilkinson (* 12. September 1981 in Portsmouth, England) ist ein ehemaliger englischer Fußballspieler, der auf der Position des Mittelfeldspielers eingesetzt wurde.
Von 2001 bis 2004 stand er beim englischen Fußballverein Brighton & Hove Albion unter Vertrag, für den er in der zweitklassigen Football League First Division und in der drittklassigen Football League Second Division zum Einsatz kam. Er wurde während seiner Zeit bei Brighton & Hove Albion an 2001 an den englischen Verein FC Chesterfield, für den er in der drittklassigen Football League Second Division ein Spiel bestritt, und von 2003 bis 2004 an den englischen Fußballverein FC Havant & Waterlooville ausgeliehen. Später spielte er in der fünftklassigen englischen National League, von 2006 bis 2007 für FC Weymouth und 2009 für FC Lewes.
Nach der Spielerkarriere arbeitete er als Trainer. Er war Assistenztrainer von Ian Baird bei FC Eastleigh und wurde später Assistenztrainer von Alex Pike bei FC Gosport Borough.